# Eishockey-Weltmeisterschaft 2019
Die Eishockey-Weltmeisterschaften des Jahres 2019 wurden durch die Internationale Eishockey-Föderation in fünf verschiedenen Alters- und Geschlechtsklassen durchgeführt. Insgesamt fanden in sämtlichen Divisionen 30 Turniere statt.

## Turnierüberblick

### Herren
Die 83. Eishockey-Weltmeisterschaft der Herren wurde vom 10. bis 26. Mai 2019 in der Slowakei ausgetragen. Die Vergabe des Turniers erfolgte auf dem IIHF-Kongress in Prag während der Weltmeisterschaft 2015, nachdem der einzige weitere Bewerber Schweiz seine Bewerbung zurückgezogen hatte und das Turnier 2020 austrägt. Die Slowakei richtete damit seit der Unabhängigkeit des Landes im Jahr 1993 das Turnier zum zweiten Mal nach 2011 aus.
Austragungsorte und -zeiträume
- Top-Division: 10. bis 26. Mai 2019 in Bratislava und Košice, Slowakei
- Division I
  - Gruppe A: 29. April bis 5. Mai 2019 in Nur-Sultan, Kasachstan
  - Gruppe B: 28. April bis 4. Mai 2019 in Tallinn, Estland
- Division II
  - Gruppe A: 9. bis 15. April 2019 in Belgrad, Serbien
  - Gruppe B: 21. bis 27. April 2019 in Mexiko-Stadt, Mexiko
- Division III: 22. bis 28. April 2019 in Sofia, Bulgarien
- Qualifikation zur Division III 2020: 31. März bis 6. April 2019 in Abu Dhabi, Vereinigte Arabische Emirate

### U20-Junioren
Die 43. Eishockey-Weltmeisterschaft der U20-Junioren fand vom 26. Dezember 2018 bis zum 5. Januar 2019 in Vancouver und Victoria (Kanada) statt.
Austragungsorte und -zeiträume
- Top-Division: 26. Dezember 2018 bis 5. Januar 2019 in Vancouver und Victoria, British Columbia, Kanada
- Division I
  - Gruppe A: 9. bis 15. Dezember 2018 in Füssen, Deutschland
  - Gruppe B: 8. bis 14. Dezember 2018 in Tychy, Polen
- Division II
  - Gruppe A: 13. bis 19. Januar 2019 in Tallinn, Estland
  - Gruppe B: 15. bis 21. Januar 2019 in Zagreb, Kroatien
- Division III: 14. bis 20. Januar 2019 in Reykjavík, Island

### U18-Junioren
Die 21. Eishockey-Weltmeisterschaft der U18-Junioren fand in Örnsköldsvik und Umeå (Schweden) statt. 
Austragungsorte und -zeiträume
- Top-Division: 18. bis 28. April 2019 in Örnsköldsvik und Umeå, Schweden
- Division I
  - Gruppe A: 14. bis 20. April 2019 in Grenoble, Frankreich
  - Gruppe B: 14. bis 20. April 2019 in Székesfehérvár, Ungarn
- Division II
  - Gruppe A: 7. bis 13. April 2019 in Elektrėnai, Litauen
  - Gruppe B: 25. bis 31. März 2019 in Belgrad, Serbien
- Division III:
  - Gruppe A: 25. bis 31. März 2019 in Sofia, Bulgarien
  - Gruppe B: 9. bis 12. April 2019 in Kapstadt, Südafrika

### Frauen
Die 21. Eishockey-Weltmeisterschaft der Frauen fand 2019 in Espoo in Finnland statt. Erstmals wurde das Turnier mit zehn Teilnehmern ausgetragen. 
Austragungsorte und -zeiträume
- Top-Division: 4. bis 14. April 2019 in Espoo, Finnland
- Division I
  - Gruppe A: 7. bis 13. April 2019 in Budapest, Ungarn
  - Gruppe B: 6. bis 12. April 2019 in Peking, Volksrepublik China
- Division II
  - Gruppe A: 2. bis 8. April 2019 in Dumfries, Vereinigtes Königreich
  - Gruppe B: 1. bis 7. April 2019 in Brașov, Rumänien
- Qualifikation zur Division IIB: 13. bis 18. Januar 2019 in Kapstadt, Südafrika

### U18-Frauen
Die 12. Eishockey-Weltmeisterschaft der U18-Frauen fand in Obihiro, Japan statt. 
Austragungsorte und -zeiträume
- Top-Division: 6. bis 13. Januar 2019 in Obihiro, Japan
- Division I
  - Gruppe A: 7. bis 13. Januar 2019 in Radenthein, Österreich
  - Gruppe B: 6. bis 12. Januar 2019 in Dumfries, Vereinigtes Königreich
- Qualifikation zur Division IB 2020: 12. bis 18. Januar 2019 in Jaca, Spanien